# The Virtuous Thief
The Virtuous Thief é um filme mudo do gênero drama produzido nos Estados Unidos e lançado em 1919. É atualmente considerado filme perdido.